# Schradera monantha
Schradera monantha är en måreväxtart som först beskrevs av Elmer Drew Merrill och Lily May Perry, och fick sitt nu gällande namn av Puff, R.Buchner och J. Greimler. Schradera monantha ingår i släktet Schradera och familjen måreväxter. Inga underarter finns listade i Catalogue of Life.